# Tysklands postnumre
Tysklands postnumre (tysk: Postleitzahlen, fork. PLZ) består af fem cifre, der dels består af området (første to cifre) og postdistriktet (sidste tre cifre). Inddelingen af postområderne følger ikke nødvendigvis delstatsgrænserne.
Det nuværende system blev introduceret 1. juli 1993. Før Tysklands genforening brugte både Forbundsrepublikken og DDR firecifrede postnumre. Mellem 1989 og 1993 havde postnumrene i vest et W forrest, f.eks. W-1000 Berlin, mens dem i øst havde et O forrest, f.eks. O-1xxx Berlin.
Større postkunder har egne postnumre, der adskiller sig fra de traditionelle postnumre eller postboksnumre.

## Sachsen

### 01 Region Dresden
- 01001-01462 – Dresden
- 01616 – Strehla
- 01654 – 01664 – Meißen
  - 01654 – Meißen
  - 01664 – Meißen (centre)
- 01731 – Kreischa
- 01762 – Hartmannsdorf-Reichenau, Schmiedeberg
- 01774 – Pretzchendorf
- 01809 – Dohna
- 01816 – Bad Gottleuba-Berggießhübel, Bad Gottleuba, Oelsen, Hellendorf, Markersbach
- 01819 – Bahretal, Berggießhübel, Zwiesel, Bahra, Langenhennersdorf, Forsthaus
- 01825 – Börnersdorf, Breitenau, Hennersbach
- 01833 – Dürrröhrsdorf-Dittersbach, Stolpen
- 01847 – Lohmen

- 01945-01987 er i Brandenburg

### 02 Region Bautzen
- 02xxx
- 02601-02626 – Bautzen
- 02627 – Ratibor
- 02747 – Berthelsdorf, Großhennensdorf, Herrnhut, Strahlwalde
- 02801-02829 – Görlitz
- 02894 – Reichenbach (Oberlausitz)
- 02999 – Knappensee
- 02977 – Hoyerswerda
- 02997 – Wittichenau

### 04 Region Leipzig
- 04xxx
- 04003-04357 – Leipzig
  - 04003 – Leipzig
  - 04109 – Leipzig (Neues Rathaus)
  - 04357 – Leipzig
- 04416 – Markkleeberg
- 04509 – Delitzsch
- 04617 – 04626 er i Thüringen
- 04651 – Bad Lausick
- 04758 – Naundorf
- 04758 – Oschatz
- 04808 – Wurzen
- 04827 – Gemeinde Machern
- 04860 – Torgau
- 04931 is Brandenburg

### 08 Region Zwickau
- 08000 – omitted
- 08001 – 08066 – Zwickau
  - 08001 – Zwickau
  - 08056 – Zwickau (centre)
  - 08066 – Zwickau
- 08209 – Auerbach (Vogtland)
- 08340 – Schwarzenburg (Erzgebirge)
- 08468 – Reichenbach (Vogtland)

### 09 Region Chemnitz
- 09xxx
- 09111 – 09131 – Chemnitz
- 09212 – Limbach-Oberfrohna
- 09232 – Hartmannsdorf (Chemnitz)
- 09380 – Thalheim
- 09392 – Auerbach (Erzgebirge)
- 09394 – Hohndorf
- 09456 – Annaberg-Buchholz
- 09509 – Pockau
- 09623 – Frauenstein

## Sachsen-Anhalt

### 06000-06999 Region Halle an der Saale / Dessau
- 06001-06123 – Halle
  - 06001 – Halle
  - 06100 – Halle (markedsområde)
  - 06123 – Halle
- 06420 – Könnern
- 06449 – Aschersleben
- 06458 – Bode-Selke-Aue expect Ditfurt, Hausneindorf, Hedersleben (Selke), Heteborn, Wedderstedt
- 06484 – Ditfurt (centrum), Quedlinburg
- 06493 – Ballenstedt, Dankerode, Ditfurt, Harzgerode, Königerode, Neudorf, Radisleben, Schielo, Siptenfelde, Straßberg
- 06502 – Neinstedt, Thale, Westerhausen, Weddersleben
- 06507 – Gernrode/Harz: Bad Suderode, Friederichsbrunn, Gernrode, Rieder, Stecklenberg
- 06557 is in Thüringen
- 06667 – Weißenfels
- 06686 – Poserna

### 29400-29419 RegionSalzwedel
Se også Niedersachsen

### 38000-38999 RegionHarz/Klötze
- 38486 Kusey

Se også Niedersachsen

### 39000-39999 RegionMagdeburg/Altmark
- 39638 – Gardelegen

## Berlin

### 10115 – 14199
- 10,12,13,14xxx – Berlin
  - 10115,10117,10119,10178,10179 – Berlin Mitte
  - 10243,10245,10247,10249 – Friedrichshain
  - 10318,10319 – Lichtenberg
  - 10405,10407,10409,10435,10437,10439 – Prenzlauer Berg
  - 10585,10587,10589,10623,10625,10627,10629 – Charlottenburg
  - 10823,10825,10827,10829 – Schöneberg
  - 10961,10963,10965,10967,10969,10997,10999 – Kreuzberg
  - 12043,12045,12047,12049,12051,12053,12055,12057,12059 – Neukölln
  - 12203,12205,12207,12209 – Lichterfelde
  - 12247,12249 – Lankwitz
  - 12277,12279 – Marienfelde
  - 12305,12307,12309 – Lichtenrade
  - 12487,12489 – Adlershof
  - 12555,12557,12559 – Köpenick
  - 12679,12681,12683,12685,12687,12689 – Marzahn siden 1979
  - 13086,13088,13089 – Weissensee
  - 13187,13189 – Pankow
  - 13347,13349,13351,13353,13355,13357,13359 – Wedding
  - 13403,13405,13407,13409 – Reinickendorf
  - 13435,13437,13439 – Wittenau
  - 14109 – Wannsee
  - 14163,14165,14167,14169 – Zehlendorf

## Brandenburg

### 01000-01999
- 01945 – Ruhland
- 01968 – Senftenberg
- 01983 – Großräschen
- 01987 – Schwarzheide
- 01990 – Ortrand

### 03000-03999 RegionCottbus
Tekst mangler, hjælp os med at skrive teksten

### 04000-04999
Postnumrene under 04931 er udenfor Brandenburg
- 04931 – Mühlberg (Elbe)

### 15000-15999
- 15201-15236 – Frankfurt (Oder)
  - 15201 – Frankfurt (Oder)
  - 15230 – Frankfurt (Oder) (centre)
  - 15236 – Frankfurt (Oder)
- 15518 – Briesen (Mark)
- 15732 – Schönefeld, Berlin
- 15926 – Heideblick

### 19000-19999
- 19309 – Lanz, Lenzen (Elbe), Lenzerwische
- 19322 – Breese, Cumlosen, Rühstädt, Wittenberge, Weisen
- 19336 – Bad Wilsnack, Legde/Quitzöbel
- 19339 – Plattenburg
- 19348 – Berge, Gülitz-Reetz, Perleberg, Pirow
- 19357 – Karstädt

## Mecklenburg-Vorpommern

### 17000-17999
- 17166 – Teterow
- 17235 – Möllenbeck (Mecklenburg-Strelitz)
- 17236 – omitted
- 17237 – Möllenbeck
- 17489 – Greifswald

### 18000-18999
- 18055-18109 – Rostock
- 18209 – Bad Doberan
- 18210 – Ikke i brug
- 18211 – Nienhagen (Mecklenburg)
- 18666 – Warnemünde

### 19000-19999
- 19300 – Möllenbeck (Ludwigslust)

## Hamborg

### 20000-20999
- 20001-20999 – Hamburg (dansk: Hamborg)
  - 20253 – Hamburg

### 21000-21999
- 21001-21149 – Hamburg (dansk: Hamborg)
  - 21107 Elbinsel Wilhelmsburg
  - 21109 Kirchdorf

Numrene 21450-21499 er i Slesvig-Holsten

### 22000-22999
- 22001-22757 – Hamburg (dansk: Hamborg)

## Slesvig-Holsten

### 21000-21999
- 21451 – 21465 – Reinbek
  - 21451 – Reinbek
  - 21465 – Reinbek (centrum)

### 23000-23999
- 23501-23570 – Lübeck
- 24301-24306 – Plön
  - 23406 – Plön (centrum)

### 24000-24999
- 24103-24159 – Kiel
- 24161 – Altenholz
- 24214 – Gettorf (dansk Gettorp)
- 24340 – Eckernförde (dansk Egernførde)
- 24534-24539 – Neumünster
- 24558 – Henstedt-Ulzburg
- 24568 – Kaltenkirchen
- 24576 – Bad Bramstedt
- 24589 – Nortorf
- 24594 – Hohenwestedt
- 24598 – Boostedt
- 24610 – Trappenkamp
- 24768 – Rendsburg (dansk: Rendsborg)
- 24782 – Büdelsdorf (dansk: Bydelstorp)
- 24837 – Schleswig (dansk: Slesvig)
- 24901–24944 – Flensburg (dansk: Flensborg)

### 25000-25999
Området 25 dækker hele Slesvig-Holstens vestkyst fra Hamborg til den danske grænse. 
- 25436 – Uetersen, Tornesch, Moorrege, Heidgraben, Groß Nordende, Neuendeich
- 25709 – Marne
- 25801 – 25813 – Husum
  - 25801 – Husum
  - 25813 – Husum, centre
- 25876 – Schwabstedt (dansk: Svavsted)

## Bremen

### 28000-28999
- 28078-28199 (muligt højere) – Bremen. Resten er beliggende i Niedersachsen.

## Niedersachsen

### 05000-05999
Resten er i Sachsen

### 21000-21999
- 21244 – Buchholz in der Nordheide
- 21680-21682 – Stade
- 21729 – Freiburg/Elbe
- 21730 – Balje

### 26000-26999
- 26160 – Bad Zwischenahn
- 26351-26389 – Wilhelmshaven
- 26409 – Wittmund
- 26427 – Esens
- 26603 – Aurich
- 26689 – Apen
- 26789 – Leer
- 26802 – Moormerland
- 26817 – Rhauderfehn
- 26835 – Hesel
- 26844 – Jemgum
- 26931 – Elsfleth

### 29000-29999
- 29439 – Lüchow

Se også Sachsen-Anhalt

### 30000-30999
- 30001-30659 – Hannover

### 31000-31999
- 31008 – Elze
- 31061 – Alfeld
- 31101-31141 – Hildesheim
  - 31001 – Hildesheim
  - 31134 – Hildesheim (centre)
  - 31141 – Hildesheim
- 31627 – Rohrsen
- 31737 – Rinteln
- 31785 – 31789 – Hamelin
  - 31785 – Hameln (centre)
  - 31789 – Hameln

### 37000-37999
- 37073 – Göttingen

Nogle af disse postnumre ligger i Thüringen.

### 38000-38999
- 38154-38547 – Wolfsburg
  - 38154 Königslutter
  - 38165 Wolfsburg
  - 38440 Wolfsburg (Center)
  - 38442 Wolfsburg
  - 38444 Wolfsburg (Center)
  - 38446 Wolfsburg (Center)
  - 38448 Wolfsburg (Center)
  - 38458 Wolfsburg
  - 38479 Wolfsburg
  - 38518 Gifhorn
  - 38547 Wolfsburg
- 38296 – Wolfenbüttel
- 38678 – Clausthal-Zellerfeld

See also Saxony-Anhalt

### 49000-49999
- 49000-49090 – Osnabrück
- 49124 – Georgsmarienhütte
- 49170 – Hagen am Teutoburger Wald
- 49176 – Hilter am Teutoburger Wald
- 49186 – Bad Iburg
- 49196 – Bad Laer
- 49201 – Dissen am Teutoburger Wald
- 49214 – Bad Rothenfelde
- 49219 – Glandorf

- 49477, 49479 – Ibbenbüren (Nordrhein-Westfalen)

Denne liste er ufuldstændig.

## Thüringen

### 04000-04999
- 04617 – Naundorf
- 04626 – Dobitschen, Drogen, Lumpzit, Mehna

Resten er i Sachsen.

### 06000-06999
- 06577 – Etzleben

Resten er i Sachsen-Anhalt.

### 07000-07999
- 07545, 07546, 07548, 07549, 07551, 07552, 07554, 07557 – Gera
- 07586 – Hartmannsdorf (Gera)
- 07613 – Crossen (Elster), Hartmannsdorf (Eisenberg)
- 07629 – Reichenbach, Thuringia
- 07646 – Waltersdorf (Thuringia)
- 07701-07751 – Jena

Resten af 07'erne er i Sachsen.

### 37000-37999
- 37301 – Heilbad Heiligenstadt
- 37308 – Bernterode (bei Heilbad Heiligenstadt), Bodenrode-Westhausen, Geisleden, Geismar, Glasehausen, Heilbad Heiligenstadt, Heuthen, Krombach (Eichsfeld), Pfaffschwende, Reinholterode, Schimberg, Sickerode, Steinbach (Eichsfeld)Volkerode, Wiesenfeld (Eichsfeld)
- 37318 – Arenshausen, Asbach-Sickenberg, Birkenfelde, Bornhagen, Burgwalde, Dieterode, Dietzenrode-Vatterode, Eichstruth, Freienhagen (Eichsfeld), Fretterode, Gerbershausen, Hohengandern, Kella, Kirchgandern, Lenterode, Lindewerra, Lutter (Eichsfeld), Mackenrode (Eichsfeld), Marth, Rohrberg (Eichsfeld), Röhrig, Rustenfelde, Schachtebich, Schönhagen (Eichsfeld), Schwobfeld, Steinheuterode, Thalwenden, Uder, Wahlhausen, Wüstheuterode
- 37321 – Leinefelde-Worbis (Leinefelde)
- 37327 – Hausen (Eichsfeld), Kallmerode, Leinefelde-Worbis, (Breitenbach), Wingerode
- 37339 – Berlingerode, Brehme, Breitenworbis, Buhla, Ecklingerode, Ferna, Gernrode bei Leinefelde, Haynrode, Hundeshagen, Kirchworbis, Leinefelde-Worbis, (Wintzingerode, Worbis), Tastungen, Teistungen,
- 37345 – Bischofferode, Bockelnhagen, Großbodungen, Holungen, Jützenbach, Neustadt (Eichsfeld), Silkerode, Steinrode, Weißenborn-Lüderode, Zwinge
- 37351 – Dingelstädt, Helmsdorf, Kefferhausen, Kreuzebra, Silberhausen
- 37355 – Bernterode (bei Worbis), Deuna, Gerterode, Kleinbartloff, Niederorschel, Vollenborn
- 37359 – Verwaltungsgemeinschaft Westerwald-Obereichsfeld: Büttstedt, Effelder, Großbartloff, Küllstedt, Wachstedt

### 98000-98999
- 98599 – Brotterode

### 99000-99999
- 99301-99310 – Arnstadt
  - 99301 – Arnstadt
  - 99310 – Arnstadt (center)
- 99421-99427 – Weimar
  - 99421 – Weimar (centre)
  - 99423 – Weimar
  - 99427 – Weimar
  - 99411 – Verwaltungsgemeinschaft Ilmtal-Weinstraße, Kromsdorf
- 99801 – 99817 – Eisenach
  - 99801 – Eisenach
  - 99817 – Eisenach (centre)
- 99869 – Mühlberg

## Nordrhein-Westfalen

### 32000-32999
- 32469 – Petershagen
- 32257 – Bünde
- 32584 – Löhne
- 32657 – Lemgo
- 32756 – Detmold
- 32758 – Detmold
- 32760 – Detmold

### 33000-33999
- 33613 – Bielefeld (Gellershagen)
- 33611 – Bielefeld (Schildesche)
- 33602 – Bielefeld (Innenstadt)
- 33775 – Versmold
- 33415 – Verl

### 40000-40999
- 40547 – Düsseldorf
- 40667-40668, 40670 – Meerbusch
- 40699 – Erkrath
- 40721 – Hilden
- 40722 – omitted
- 40723 – Hilden
- 40724 – Hilden
- 40769 – Langenfeld
- 40789 – Monheim am Rhein
- 40822 – Mettmann
- 40878 – Ratingen
- 40879 – omitted
- 40880 – Ratingen
- 40881 – omitted
- 40882 – Ratingen
- 40883 – Ratingen
- 40884 – omitted
- 40885 – Ratingen

### 41000-41999
- 41334 – Nettetal
- 41363 – Jüchen
- 41460-41492 – Neuss
- 41460 – Neuss (downtown)
- 41492 – Neuss
- 41751 – Viersen (Dülken)
- 41844 – Wegberg

### 42000-42999
- 42096 – Wuppertal-Bayer AG
- 42097 – Wuppertal-Bergische Universität
- 42103 – Wuppertal
- 42105 – Wuppertal
- 42107 – Wuppertal
- 42119 – Wuppertal
- 42329 – Wuppertal-Langerfeld
- 42349 – Wuppertal-Cronenberg
- 42369 – Wuppertal-Ronsdorf
- 42477 – Radevormwald
- 42489 – Wülfrath
- 42499 – Hückeswagen
- 42512-42555 Velbert
- 42579 – Heiligenhaus
- 42601-42719 Solingen
- 42781 – Haan
- 42799 – Leichlingen
- 42801-42899 Remscheid
- 42929 – Wermelskirchen

### 44000-44999
- 44000 – 44399 Dortmund
- 44532 – 44536 Lünen
- 44575 – 44581 Castrop-Rauxel
- 44623 – 44653 Herne
- 44787 – 44894 Bochum

### 45000-45999
- 45000 – 45399 Essen
- 45468 – 45481 Mülheim an der Ruhr
- 45500-45529 – Hattingen
  - 45500 – Hattingen
  - 45504 – Hattingen (centrum)
  - 45529 – Hattingen
- 45549 – Sprockhövel

### 46000-46999
- - 46519 – Alpen
  - 46562 – Voerde
  - 46282 – Dorsten

### 47000-47999
- 47701 – 47839 – Krefeld og omegn
  - 47701 – Krefeld
  - 47798 – Krefeld (centrum)
  - 47799 – Krefeld
  - 47800 – Krefeld, Bockum-området
  - 47829 – Krefeld, Uerdingen-området
  - 47839 – Krefeld
- 47918 – Tönisvorst

### 48000-48999
- 48143-48167 Münster
- 48249 – Dülmen og Hiddingsel
- 48291 – Telgte
- 48351 – Everswinkel
- 48727 – Billerbeck
- 48477 – Hörstel
- 49477-49479 – Ibbenbüren

### 50000-50999
- 50226 – Frechen
- 50494 – Sorst
- 50600-50999 Köln (vest, størstedelen)

### 51000-51999
- 51060-51149 – Köln (øst; størstedelen er i 50000-serien)
- 51399 – Burscheid
- 51545 – Waldbröl
- 51588 – Nümbrecht
- 51643 – Gummersbach
- 51644 – Ikke i brug
- 51655 – Gummersbach
- 51666 – Ikke i brug
- 51677 – Gummersbach
- 51702 – Bergneustadt
- 51709 – Marienheide
- 51766 – Engelskirchen
- 51789 – Lindlar

### 52000-52999
- 52000 – 52080 Aachen
- 52156 – Monschau
- 52231 – 52249 Eschweiler
- 52428 – Jülich

### 53000-53999
- 5311x – Bonn (main part)
- 5317x – Bonn, bydelen Bad Godesberg
- 532xx – Bonn, bydelen Beuel
- 53332 – Bornheim
- 53340 – Meckenheim
- 53347 – Alfter
- 53359 – Rheinbach
- 53604 – Bad Honnef
- 53639 – Königswinter
- 53721 – Siegburg
- 53757 – Sankt Augustin
- 53773 – Hennef ved Sieg
- 53797 – Lohmar
- 53783 – Eitorf ved Sieg
- 53804 – Much
- 53809 – Ruppichteroth
- 53819 – Neunkirchen-Seelscheid
- 53840 – Troisdorf (størstedelen)
- 53842 – Troisdorf, bydelen Sieglar
- 53844 – Troisdorf, bydelen Spich
- 53859 – Niederkassel
- 53913 – Swisttal

Resten er i Rheinland-Pfalz.

### 55000-55999
- 55548 – Lippstadt

### 57000-57999
- 57001-57080 – Siegen
  - 57001 – Siegen
  - 57072 – Siegen (markedsområdet)
  - 57080 – Siegen

### 58000-58999
- 58000 – 58139 Hagen
- 58239 – Schwerte
- 58256 – Ennepetal
- 58285 – Gevelsberg
- 58300 – Wetter (Ruhr)
- 58313 – Herdecke
- 58401 – 58456 Witten
- 58507 – 58515 Lüdenscheid

### 59000-59999
- 59174 – Kamen
- 59192 – Bergkamen
- 59439 – Holzwickede
- 59494 – Soest

## Rheinland-Pfalz

### 53000-53999
- 53520 – Herresbach
- 53809 er i Rheinland-Pfalz

### 54000-54999
- 54290-54296 – Trier
- 54306 – Kordel
- 54441 – Trassem and vicinity
- 54470 – Bernkastel-Kues
- 54479 – Horath
- 54634 – Bitburg
- 54529 – Spangdahlem

### 55000-55999
- 55001-55131 – Mainz
  - 55001: Mainz
  - 55116 – Mainz, (downtown)
  - 55131 – Mainz
- 55218 – Ingelheim am Rhein
- 55411 Bingen am Rhein
  - 55411: Bingen (Stadt)
- 55517-55545 – Bad Kreuznach
  - 55517: Bad Kreuznach
  - 55545: Bad Kreuznach (centrum)
- 55548 er i Nordrhein-Westfalen
- 55566 – Daubach
- 55569 – Auen
- 55595 – Sponheim
- 55743 – Reichanbach (Baumholder)
- 55758 – Weiden bei Idar-Oberstein

### 56000-56999
- 56291 – Bickenbach (Hunsrück)
- 56346 – Reichenberg (Rheinland-Pfalz)
- 56368 – Katzenelnbogen
- 56370 – Biebrich
- 56459 – Rothenbach
- 56472 – Hardt (Westerwald)
- 56626 – Andernach
- 56841 – Traben-Trarbach
- 56851 – Zell (Mosel)

### 57000-57999
- 57612 – Kirchheib

Resten er i Nordrhein-Westfalen.

### 65000-65999
- 65624 – Altendiez
- 65835 – Liederbach

### 66000-66999
- 66849 – Landstuhl
- 66879 – Reichenbach-Steegen
- 66894 – Martinshöhe

Resten er i Saarland
Andre postnumre, der begynder med 65 er in Hesse

## Hessen

### 35000-35999
- 35037 – Marburg (centrum)
- 35038 – omitted
- 35039 – Marburg
- 35040 – omitted
- 35041 – Marburg
- 35042 – omitted
- 35043 – Marburg
- 35633 – Lahnau

### 36000-36999
- 36396 – Steinau an der Straße

### 60000-60999
- 60000 – 60624 (måske højere) Frankfurt

### 61000-61999
- 61348-61352 Bad Homburg v.d.H.
- 61476 – Kronberg im Taunus

### 63000-63999
- 63015-63075 – Offenbach
  - 63015: Offenbach (centrum)
  - 63075 – Offenbach
- 63110 – Rodgau
- 63225 – Langen
- 63303 – Dreieich
- 63322 – Rödermark
- 63329 – Egelsbach
- 63450 – Hanau
- 63451 – Ikke i brug
- 63452 – Hanau
- 63453 – Ikke i brug
- 63454 – Hanau
- 63455 – Ikke i brug
- 63456 – Hanau
- 63457 – Hanau
- 63486 – Bruchköbel
- 63517 – Rodenbach
- 63571 – Gelnhausen
- 63575 – Freigericht (postbokse)
- 63576 – Freigericht (postbokse)
- 63579 – Freigericht (post)

### 64000-64999
- 64283 – 64297 Darmstadt
- 64404 – Bickenbach (Bergstraße)
- 64319 – Pfungstadt
- 64347 – Griesheim
- 64560 – Riedstadt

### 65000-65999
- 65183-65207 – Wiesbaden
  - 65183 – Wiesbaden
- 65207 – Wiesbaden
- 65624 er i Rheinland-Pfalz
- 67346 – Speyer Rhineland-Palatinate
- 65812 – Bad Soden (Taunus)

## Saarland

### 66000–66999
- 66001–66133 – Saarbrücken
- 66272–66280 – Sulzbach
- 66299 – Friedrichsthal
- 66333 – Völklingen
- 66346 – Völklingen
- 66386 – Sankt Ingbert
- 66424 – Homburg
- 66440 – Blieskastel
- 66538–66540 – Neunkirchen
- 66564 – Ottweiler
- 66583 – Spiesen-Elversberg
- 66606 – Sankt Wendel
- 66651–66663 – Merzig
- 66680–66687 – Wadern
- 66701 – Beckingen
- 66740 – Saarlouis
- 66763 – Dillingen
- 66773 – Schwalbach, Saarland
- 66787 – Wadgassen
- 66822 – Lebach

## Baden-Württemberg

### 69000-69999
- 69115 – Heidelberg
  - 69117 – Heidelberg
  - 69118 – Heidelberg
  - 69120 – Heidelberg
  - 69121 – Heidelberg
  - 69123 – Heidelberg
  - 69124 – Heidelberg
  - 69126 – Heidelberg
- 69151 – Neckargemuend
- 69168 – Wiesloch
- 69181 – Leimen
- 69190 – Walldorf
- 69198 – Schriesheim
- 69207 – Sandhausen
- 69214 – Eppelheim
- 69221 – Dossenheim
- 69226 – Nussloch
- 69231 – Rauenberg
- 69234 – Dielheim
- 69239 – Neckarsteinach
- 69242 – Muehlhausen
- 69245 – Bammental
- 69250 – Schoenau
- 69251 – Gaiberg
- 69253 – Heiligkreuzsteinach
- 69254 – Malsch
- 69256 – Mauer
- 69257 – Wiesenbach
- 69259 – Wilhelmsfeld
- 69412 – Eberbach
- 69412 – Igelsbach
- 69427 – Mudau
- 69429 – Unterdielbach
- 69429 – Waldbrunn
- 69434 – Brombach
- 69434 – Heddesbach
- 69434 – Hirschhorn
- 69436 – Schoenbrunn
- 69437 – Neckargerach
- 69439 – Zwingenberg
- 69469 – Weinheim
- 69483 – Wald-Michelbach
- 69488 – Birkenau
- 69493 – Hirschberg
- 69502 – Hemsbach
- 69509 – Moerlenbach
- 69514 – Laudenbach
- 69517 – Gorxheimertal
- 69518 – Abtsteinach

### 70000-70999
- 70173 – Stuttgart
  - 70174 – Stuttgart
  - 70176 – Stuttgart
  - 70178 – Stuttgart
  - 70180 – Stuttgart
  - 70182 – Stuttgart
  - 70184 – Stuttgart
  - 70186 – Stuttgart
  - 70188 – Stuttgart
  - 70190 – Stuttgart
  - 70191 – Stuttgart
  - 70192 – Stuttgart
  - 70193 – Stuttgart
  - 70195 – Stuttgart
  - 70197 – Stuttgart
  - 70199 – Stuttgart
  - 70327 – Stuttgart
  - 70329 – Stuttgart
  - 70372 – Stuttgart
  - 70374 – Stuttgart
  - 70376 – Stuttgart
- 70378 – Sonnenhof
- 70378 – Stuttgart
  - 70435 – Stuttgart
  - 70437 – Stuttgart
  - 70439 – Stuttgart
  - 70469 – Stuttgart
  - 70499 – Stuttgart
  - 70563 – Stuttgart
  - 70565 – Stuttgart
  - 70567 – Stuttgart
  - 70569 – Stuttgart
  - 70597 – Stuttgart
  - 70599 – Stuttgart
  - 70619 – Stuttgart
  - 70629 – Stuttgart
- 70734 – Fellbach
  - 70736 – Fellbach
- 70771 – Leinfelden-Echterdingen
- 70794 – Filderstadt
- 70806 – Kornwestheim
- 70825 – Korntal-Muenchingen
- 70839 – Gerlingen

### 71000-71999
- 71032 – Böblingen
  - 71034 – Böblingen
- 71063 – Sindelfingen
  - 71065 – Sindelfingen
  - 71067 – Sindelfingen
  - 71069 – Sindelfingen
- 71083 – Herrenberg
- 71088 – Holzgerlingen
- 71093 – Weil im Schönbuch
- 71101 – Schönaich
- 71106 – Magstadt
- 71111 – Burkhardtsmühle
- 71111 – Obere Kleinmichelesmühle
- 71111 – Obere Rauhmühle
- 71111 – Untere Kleinmichelesmühle
- 71111 – Untere Rauhmühle
- 71111 – Waldenbuch
- 71116 – Gärtringen
- 71120 – Grafenau
- 71126 – Gäufelden
- 71131 – Jettingen
- 71134 – Aidlingen
- 71139 – Ehningen
- 71144 – Schlechtenmühle
- 71144 – Schlösslesmühle
- 71144 – Steinenbronn
- 71144 – Walzenmühle
- 71149 – Bondorf
- 71154 – Nufringen
- 71155 – Altdorf
- 71157 – Hildrizhausen
- 71159 – Mötzingen
- 71229 – Leonberg
- 71254 – Ditzingen
- 71263 – Weil der Stadt
- 71272 – Grundhof
- 71272 – Renningen
- 71277 – Rutesheim
- 71282 – Hemmingen
- 71287 – Weissach
- 71292 – Friolzheim
- 71296 – Heimsheim
- 71297 – Mönsheim
- 71299 – Wimsheim
- 71332 – Waiblingen
  - 71334 – Waiblingen
  - 71336 – Waiblingen
- 71364 – Birkachhof
- 71364 – Steinächle
- 71364 – Winnenden
- 71384 – Weinstadt
- 71394 – Kernen
- 71397 – Leutenbach
- 71404 – Korb
- 71409 – Schwaikheim
- 71522 – Backnang
- 71540 – Glattenzainbach
- 71540 – Hornberger Reute
- 71540 – Murrhardt
- 71543 – Stocksberg, Gem Beilstein
- 71543 – Wüstenrot
- 71546 – Aspach
- 71549 – Auenwald
- 71549 – Glaitenhof
- 71554 – Weissach
- 71560 – Bernhalden
- 71560 – Mittelfischbach
- 71560 – Sulzbach
- 71560 – Unterfischbach
- 71563 – Affalterbach
- 71563 – Siegelhausen
- 71566 – Althütte
- 71570 – Katharinenhof
- 71570 – Oppenweiler
- 71573 – Allmersbach
- 71576 – Burgstetten
- 71577 – Großerlach
- 71577 – Hals
- 71579 – Spiegelberg
- 71579 – Warthof
- 71634 – Ludwigsburg
  - 71636 – Ludwigsburg
  - 71638 – Ludwigsburg
  - 71640 – Ludwigsburg
  - 71642 – Ludwigsburg
- 71665 – Vaihingen
- 71672 – Makenhof
- 71672 – Marbach
- 71679 – Asperg
- 71686 – Remseck
- 71691 – Freiberg
- 71696 – Möglingen
- 71701 – Schwieberdingen
- 71706 – Hardthof
- 71706 – Markgröningen
- 71711 – Hinterbirkenhof
- 71711 – Murr
- 71711 – Steinheim
- 71717 – Beilstein
- 71720 – Obere Ölmühle
- 71720 – Oberstenfeld
- 71720 – Untere Ölmühle
- 71723 – Großbottwar
- 71726 – Benningen
- 71729 – Erdmannhausen
- 71729 – Rundsmühlhof
- 71732 – Lehenfeld
- 71732 – Silberhälden
- 71732 – Tamm
- 71735 – Eberdingen
- 71737 – Kirchberg
- 71739 – Oberriexingen

### 72000-72999
- 72070 – Hohenentringen
- 72070 – Tuebingen
  - 72072 – Tuebingen
  - 72074 – Tuebingen
  - 72076 – Tuebingen
- 72108 – Rottenburg
- 72116 – Moessingen
- 72119 – Ammerbuch
- 72124 – Pliezhausen
- 72127 – Kusterdingen
- 72131 – Ofterdingen
- 72135 – Dettenhausen
- 72138 – Im Hengstrain
- 72138 – Kirchentellinsfurt
- 72141 – Walddorfhaeslach
- 72144 – Dusslingen
- 72145 – Hirrlingen
- 72147 – Nehren
- 72147 – Schlattwiesen
- 72149 – Neustetten
- 72160 – Horb
- 72160 – Oberer Eutinger Talhof
- 72160 – Oberhof
- 72172 – Sulz
- 72175 – Dornhan
- 72178 – Waldachtal
- 72181 – Starzach
- 72184 – Eutingen
- 72186 – Empfingen
- 72186 – Weiherhof
- 72189 – Voehringen
- 72202 – Nagold
- 72213 – Altensteig
- 72218 – Wildberg
- 72221 – Haiterbach
- 72224 – Ebhausen
- 72226 – Simmersfeld
- 72227 – Egenhausen
- 72229 – Rohrdorf
- 72250 – Freudenstadt
- 72250 – Zuflucht
- 72270 – Baiersbronn
- 72275 – Alpirsbach
- 72280 – Dornstetten
- 72285 – Pfalzgrafenweiler
- 72290 – Lossburg
- 72290 – Schwenkenhof
- 72291 – Betzweiler-Waelde
- 72291 – Salzenweiler
- 72293 – Glatten
- 72294 – Groembach
- 72296 – Schopfloch
- 72297 – Pfaffenstube
- 72297 – Seewald
- 72297 – Voelmlesmuehle
- 72299 – Woernersberg
- 72299 – Zinsbachmuehle
- 72336 – Balingen
- 72348 – Rosenfeld
- 72351 – Geislingen
- 72355 – Schoemberg
- 72356 – Dautmergen
- 72358 – Dormettingen
- 72359 – Dotternhausen
- 72361 – Hausen
- 72362 – Nusplingen
- 72364 – Obernheim
- 72365 – Ratshausen
- 72367 – Weilen
- 72369 – Zimmern
- 72379 – Burg Hohenzollern
- 72379 – Hechingen
- 72393 – Burladingen
- 72401 – Haigerloch
- 72406 – Bisingen
- 72411 – Bodelshausen
- 72414 – Rangendingen
- 72415 – Grosselfingen
- 72417 – Jungingen
- 72419 – Lieshoefe
- 72419 – Neufra
- 72419 – Stollbeck
- 72458 – Albstadt
- 72458 – Linderhof
- 72459 – Albstadt
  - 72461 – Albstadt
- 72469 – Messstetten
- 72474 – Winterlingen
- 72475 – Bitz
- 72477 – Schwenningen
- 72479 – Strassberg
- 72488 – Sigmaringen
- 72501 – Gammertingen
- 72501 – Pistre
- 72505 – Krauchenwies
- 72510 – Stetten
- 72511 – Bingen
- 72513 – Hettingen
- 72514 – Inzigkofen
- 72516 – Scheer
- 72517 – Sigmaringendorf
- 72519 – Veringenstadt
- 72525 – Gutsbezirk Muensingen
- 72525 – Muensingen
- 72531 – Hohenstein
- 72532 – Gomadingen
- 72534 – Hayingen
- 72535 – Heroldstatt
- 72537 – Mehrstetten
- 72539 – Pfronstetten
- 72555 – Metzingen
- 72574 – Bad Urach
- 72581 – Dettingen
- 72582 – Grabenstetten
- 72584 – Huelben
- 72585 – Riederich
- 72587 – Roemerstein
- 72589 – Westerheim
- 72622 – Nuertingen
- 72631 – Aichtal
- 72636 – Frickenhausen
- 72639 – Neuffen
- 72644 – Oberboihingen
- 72649 – Wolfschlugen
- 72654 – Neckartenzlingen
- 72655 – Altdorf
- 72657 – Altenriet
- 72658 – Bempflingen
- 72660 – Beuren
- 72661 – Grafenberg
- 72663 – Grossbettlingen
- 72664 – Kohlberg
- 72666 – Neckartailfingen
- 72667 – Schlaitdorf
- 72669 – Unterensingen
- 72760 – Reutlingen
  - 72762 – Reutlingen
  - 72764 – Reutlingen
  - 72766 – Reutlingen
  - 72768 – Reutlingen
  - 72770 – Reutlingen
- 72793 – Pfullingen
- 72800 – Eningen
- 72805 – Lichtenstein
- 72810 – Gomaringen
- 72813 – Oberer Lindenhof
- 72813 – St. Johann
- 72818 – Trochtelfingen
- 72820 – Sonnenbuehl
- 72827 – Wannweil
- 72829 – Engstingen

### 73000-73999
- 73033 – Göppingen
  - 73035 – Göppingen
- 73037 – Eitleshof
- 73037 – Göppingen
- 73037 – Iltishof
- 73054 – Eislingen
- 73054 – Naeherhof
- 73061 – Ebersbach
- 73066 – Uhingen
- 73072 – Donzdorf
- 73072 – Frauenholz
- 73072 – Kratzerhoefle
- 73072 – Schurrenhof
- 73079 – Baierhof
- 73079 – Suessen
- 73084 – Salach
- 73087 – Boll
- 73087 – Erlenwasen
- 73092 – Heiningen
- 73095 – Albershausen
- 73098 – Rechberghausen
- 73099 – Adelberg
- 73101 – Aichelberg
- 73102 – Birenbach
- 73104 – Boertlingen
- 73105 – Duernau
- 73107 – Eschenbach
- 73107 – Haagwiesen
- 73107 – Lotenberg
- 73108 – Gammelshausen
- 73110 – Hattenhofen
- 73111 – Lauterstein
- 73113 – Oberer Etzberg
- 73113 – Ottenbach
- 73114 – Schlat
- 73116 – Krettenhof
- 73116 – Schuetzenhof
- 73116 – Waeschenbeuren
- 73117 – Wangen
- 73119 – Zell
- 73207 – Plochingen
- 73230 – Kirchheim unter Teck
- 73235 – Kaltenwanghof
- 73235 – Weilheim
- 73240 – Wendlingen
- 73249 – Berghof
- 73249 – Erlenhof
- 73249 – Wernau
- 73252 – Lenningen
- 73257 – Koengen
- 73262 – Reichenbach
- 73265 – Dettingen
- 73266 – Bissingen
- 73266 – Diepoldsburg
- 73266 – Engelhof
- 73266 – Torfgrube
- 73268 – Erkenbrechtsweiler
- 73269 – Hochdorf
- 73271 – Holzmaden
- 73272 – Neidlingen
- 73274 – Notzingen
- 73275 – Ohmden
- 73277 – Owen
- 73278 – Schlierbach
- 73312 – Berneck
- 73312 – Geislingen
- 73312 – Obere Roggenmuehle
- 73312 – Schonterhoehe
- 73326 – Deggingen
- 73329 – Kuchen
- 73333 – Gingen
- 73337 – Bad šberkingen
- 73340 – Amstetten
- 73342 – Bad Ditzenbach
- 73344 – Gruibingen
- 73345 – Drackenstein
- 73345 – Geislinger Weg
- 73345 – Grossmannshof
- 73345 – Hohenstadt
- 73347 – Muehlhausen
- 73349 – Eselhoefe
- 73349 – Koelleshof
- 73349 – Todsburg
- 73349 – Wiesensteig
- 73430 – Aalen
  - 73431 – Aalen
  - 73432 – Aalen
  - 73433 – Aalen
  - 73434 – Aalen
- 73434 – Untersiegenbuehl
- 73441 – Bopfingen
- 73441 – Heerhof
- 73441 – Hohenlohe
- 73441 – Osterholz
- 73447 – Oberkochen
- 73450 – Hochstatter Hof
- 73450 – Neresheim
- 73453 – Abtsgmuend
- 73453 – Algishofen
- 73453 – Brandhof
- 73453 – Fach
- 73453 – Fuchshaeusle
- 73453 – Langenhalde
- 73453 – Muehlholz
- 73453 – Obersiegenbuehl
- 73453 – Roetenbach
- 73453 – Schlauchhof
- 73453 – Schleifhaeusle
- 73453 – Suhhaus
- 73453 – Wahlenhalden
- 73453 – Zanken
- 73457 – Essingen
- 73460 – Huettlingen
- 73463 – Westhausen
- 73466 – Lauchheim
- 73467 – Kirchheim
- 73469 – Riesbuerg
- 73479 – Adlersteige
- 73479 – Ellwangen
- 73485 – Ellrichsbronn
- 73485 – Unterschneidheim
- 73486 – Adelmannsfelden
- 73488 – Ellenberg
- 73489 – Grunbachsaegmuehle
- 73489 – Henkensaegmuehle
- 73489 – Jagstzell
- 73489 – Ölmuehle
- 73489 – Reifenhof
- 73489 – Reifensaegmuehle
- 73489 – Sperrhof
- 73491 – Neuler
- 73492 – Rainau
- 73494 – Belzhof
- 73494 – Fleckenbacher Saegmuehle
- 73494 – Gauchshausen
- 73494 – Rosenberg
- 73495 – Stoedtlen
- 73497 – Tannhausen
- 73499 – Woert
- 73525 – Schwaebisch Gmuend
  - 73527 – Schwaebisch Gmuend
- 73527 – Taeferrot
- 73529 – Baerenhof
- 73529 – Pfeilhalde
- 73529 – Saurenhof
- 73529 – Schwaebisch Gmuend
- 73540 – Heubach
- 73547 – Beutenmuehle
- 73547 – Lorch
- 73550 – Hummelshalden
- 73550 – Waldstetten
- 73553 – Alfdorf
- 73553 – Birkhof
- 73553 – Haselbach-Soeldhaus
- 73553 – Ölmuehle
- 73553 – Schillinghof
- 73553 – Voggenmuehlhoefle
- 73557 – Mutlangen
- 73560 – Boebingen
- 73563 – Moegglingen
- 73563 – Sixenhof
- 73565 – Mooswiese
- 73565 – Spraitbach
- 73565 – Stutzenklinge
- 73566 – Bartholomae
- 73566 – Bibersohl
- 73566 – Birkenteich
- 73566 – Irmannsweiler
- 73568 – Durlangen
- 73568 – Leinhaeusle
- 73568 – Weggen-Ziegelhuette
- 73569 – Braeunlesrain
- 73569 – Buchhof
- 73569 – Eschach
- 73569 – Obergroeningen
- 73569 – Reute
- 73571 – Goeggingen
- 73572 – Heuchlingen
- 73574 – Iggingen
- 73574 – Muehlhoelzle
- 73574 – Pfaffenhaeusle
- 73575 – Horn
- 73575 – Horner Muehle
- 73575 – Kleemeisterei
- 73575 – Leinzell
- 73575 – Mulfingen
- 73577 – Buchhof
- 73577 – Heiligenbruck
- 73577 – Koppenkreut
- 73577 – Ruppertshofen
- 73577 – Schilpenbuehl
- 73577 – Utzstetten
- 73579 – Schechingen
- 73614 – Schorndorf
- 73614 – Wellingshof
- 73630 – Remshalden
- 73635 – Obersteinenberg
- 73635 – Rudersberg
- 73642 – Eibenhof
- 73642 – Klingenmuehlhoefle
- 73642 – Koeshof
- 73642 – Schautenhof
- 73642 – Welzheim
- 73650 – Winterbach
- 73655 – Baerenbach
- 73655 – Eulenhof
- 73655 – Haldenhof
- 73655 – Haselhof
- 73655 – Ilgenhof
- 73655 – Pfahlbronner Muehle
- 73655 – Pluederhausen
- 73655 – Schenkhoefle
- 73660 – Urbach
- 73663 – Berglen
- 73666 – Baltmannsweiler
- 73667 – Ebnisee
- 73667 – Kaisersbach
- 73669 – Lichtenwald
- 73728 – Esslingen
  - 73730 – Esslingen
  - 73732 – Esslingen
  - 73733 – Esslingen
  - 73734 – Esslingen
- 73760 – Ostfildern
- 73765 – Neuhausen
- 73770 – Denkendorf
- 73773 – Aichwald
- 73776 – Altbach
- 73779 – Deizisau

### 74000-74999
- 74072 – Heilbronn, Neckar
  - 74074 – Heilbronn, Neckar
  - 74076 – Heilbronn, Neckar
  - 74078 – Heilbronn, Neckar
  - 74080 – Heilbronn, Neckar
  - 74081 – Heilbronn, Neckar
- 74172 – Neckarsulm
- 74177 – Bad Friedrichshall
- 74182 – Obersulm
- 74189 – Weinsberg
- 74193 – Schwaigern, Wuertt
- 74196 – Grollenhof
- 74196 – Neuenstadt am Kocher
- 74199 – Untergruppenbach
- 74206 – Bad Wimpfen
- 74211 – Leingarten
- 74214 – Schoental, Jagst
- 74219 – Moeckmuehl
- 74223 – Fleinb Heilbronn, Neckar
- 74223 – Talheimer Hof
- 74226 – Nordheim, Wuertt
- 74229 – Oedheim
- 74232 – Abstatt
- 74235 – Erlenbach, Kr Heilbronn, Neckar
- 74238 – Krautheim, Jagst
- 74239 – Hardthausenam Kocher
- 74243 – Langenbrettach
- 74245 – Loewenstein, Wuertt
- 74246 – Eberstadt, Wuertt
- 74248 – Ellhofen, Wuertt
- 74249 – Buchhof, Gem Hardthausen am Kocher
- 74249 – Buchhof, Gem Öhringen
- 74249 – Jagsthausenb Heilbronn, Neckar
- 74249 – Trautenhof
- 74251 – Lehrensteinsfeld
- 74252 – Massenbachhausen
- 74254 – Offenau, Wuertt
- 74255 – Roigheim
- 74257 – Untereisesheim
- 74259 – Widdern
- 74321 – Bietigheim-Bissingen
- 74336 – Brackenheim
- 74343 – Sachsenheim, Wuertt
- 74348 – Lauffenam Neckar
- 74354 – Besigheim
- 74357 – Boennigheim
- 74357 – Bellevueb Boennigheim
- 74360 – Ilsfeld
- 74360 – Pfahlhof
- 74363 – Gueglingen
- 74366 – Kirchheimam Neckar
- 74369 – Loechgau
- 74372 – Sersheim
- 74374 – Zaberfeld
- 74376 – Gemmrigheim
- 74379 – Ingersheim, Wuertt
- 74382 – Neckarwestheim
- 74385 – Pleidelsheim
- 74388 – Talheim, Neckar
- 74389 – Cleebronn
- 74391 – Erligheim
- 74392 – Freudental, Wuertt
- 74394 – Hessigheim
- 74394 – Schreyerhof
- 74395 – Mundelsheim
- 74397 – Pfaffenhofen, Wuertt
- 74399 – Walheim, Wuertt
- 74405 – Gaildorf
- 74417 – Gschwendb Gaildorf
- 74417 – Hoellhofb Schwaebisch Gmuend
- 74417 – Jakobsbergb Gaildorf
- 74420 – Oberrotb Gaildorf
- 74423 – Obersontheim
- 74424 – Buehlertann
- 74426 – Buehlerzell
- 74427 – Fichtenberg, Wuertt
- 74429 – Sulzbach-Laufen
- 74523 – Buehlerzimmern
- 74523 – Burgbretzingen
- 74523 – Einkorn
- 74523 – Scherbenmuehle
- 74523 – Schwaebisch Hall
- 74523 – Traubenmuehle
- 74532 – Buchb Ilshofen
- 74532 – Ilshofen
- 74532 – Landturmb Wolpertshausen
- 74535 – Mainhardt
- 74538 – Rosengarten, Wuertt
- 74541 – Vellberg
- 74542 – Braunsbach, Wuertt
- 74544 – Michelbach an der Bilz
- 74545 – Hinterziegelhalden
- 74545 – Michelfeld, Kr Schwaebisch Hall
- 74547 – Untermuenkheim
- 74549 – Wolpertshausen
- 74564 – Auhofb Crailsheim
- 74564 – Crailsheim
- 74564 – Heldenmuehle
- 74564 – Schummhofb Crailsheim
- 74572 – Blaufelden
- 74575 – Schrozberg
- 74579 – Buchmuehleb Fichtenau
- 74579 – Fichtenau
- 74579 – Finkenbergb Fichtenau
- 74579 – Finkenhaus
- 74579 – Hahnenmuehleb Fichtenau
- 74579 – Neumuehleb Fichtenau
- 74579 – Ratzensaegmuehle
- 74582 – Gerabronn, Wuertt
- 74585 – Horschhof
- 74585 – Rot am See
- 74586 – Frankenhardt
- 74589 – Satteldorf
- 74592 – Kirchberg an der Jagst
- 74594 – Gumpenweiler bei Kressberg
- 74594 – Kressberg
- 74595 – Langenburg, Wuertt
- 74597 – Appensee
- 74597 – Eckarrot
- 74597 – Eulenmuehle Jagstzell
- 74597 – Mittelmuehle, Wuertt
- 74597 – Riegersheim
- 74597 – Stimpfach
- 74599 – Wallhausen, Wuertt
- 74613 – Öhringen
- 74626 – Bretzfeld
- 74629 – Pfedelbach
- 74632 – Haberhof, Wuertt
- 74632 – Neuenstein, Wuertt
- 74632 – Orbachshof
- 74635 – Kupferzell
- 74638 – Waldenburg, Wuertt
- 74639 – Schiesshof
- 74639 – Zweiflingen, Wuertt
- 74653 – Ingelfingen
- 74653 – Kuenzelsau
- 74670 – Forchtenberg
- 74673 – Mulfingen, Jagst
- 74676 – Niedernhall
- 74677 – Doerzbach
- 74679 – Weissbach, Wuertt
- 74706 – Osterburken
- 74722 – Buchen (Odenwald)
- 74731 – Storchhof
- 74731 – Wallduern
- 74736 – Hardheim, Odenw
- 74740 – Adelsheim
- 74743 – Seckach
- 74744 – Ahorn, Baden
- 74746 – Hoepfingen
- 74747 – Ravenstein, Baden
- 74749 – Rosenberg, Baden
- 74821 – Mosbach, Baden
- 74831 – Gundelsheim, Wuertt
- 74834 – Elztal
- 74834 – Heidersbacher Muehle
- 74838 – Limbach, Baden
- 74842 – Billigheim, Baden
- 74847 – Obrigheim, Baden
- 74850 – Schefflenz
- 74855 – Hassmersheim
- 74858 – Aglasterhausen
- 74861 – Neudenau
- 74862 – Binau
- 74864 – Fahrenbach, Baden
- 74865 – Neckarzimmern
- 74867 – Neunkirchen bei Mosbach, Baden
- 74869 – Schwarzach, Odenw
- 74889 – Sinsheim, Elsenz
- 74906 – Bad Rappenau
- 74909 – Meckesheim
- 74912 – Kirchardt
- 74915 – Waibstadt
- 74918 – Angelbachtal
- 74921 – Helmstadt-Bargen
- 74924 – Neckarbischofsheim
- 74925 – Epfenbach
- 74927 – Eschelbronn
- 74928 – Hueffenhardt
- 74930 – Ittlingen
- 74931 – Lobbach, Baden
- 74933 – Neidenstein, Elsenzgau
- 74934 – Reichartshausen, Baden
- 74936 – Siegelsbach, Kraichgau
- 74937 – Spechbach
- 74939 – Zuzenhausen

### 75000-75999
- 75015 – Bretten
- 75031 – Eppingen
- 75031 – Giesshuebelmuehle
- 75031 – Neuhof
- 75038 – Oberderdingen
- 75045 – Walzbachtal
- 75050 – Gemmingen
- 75053 – Gondelsheim
- 75056 – Sulzfeld
- 75057 – Kuernbach
- 75059 – Egonmuehle
- 75059 – Zaisenhausen
- 75172 – Pforzheim
  - 75173 – Pforzheim
  - 75175 – Pforzheim
- 75177 – Katharinenthalerhof
- 75177 – Pforzheim
  - 75179 – Pforzheim
  - 75180 – Pforzheim
  - 75181 – Pforzheim
- 75196 – Remchingen
- 75203 – Koenigsbach-Stein
- 75210 – Keltern
- 75217 – Birkenfeld
- 75223 – Niefern-Öschelbronn
- 75228 – Ispringen
- 75233 – Tiefenbronn
- 75236 – Kaempfelbach
- 75239 – Eisingen
- 75242 – Neuhausen
- 75245 – Neulingen
- 75248 – Ölbronn-Duerrn
- 75249 – Kieselbronn
- 75305 – Neuenbuerg
- 75323 – Bad Wildbad
- 75328 – Schoemberg
- 75331 – Engelsbrand
- 75334 – Straubenhardt
- 75335 – Dobel
- 75337 – Enzkloesterle
- 75337 – Nonnenmiss
- 75339 – Hoefen, Höfen an der Enz
- 75365 – Calw
- 75378 – Bad Liebenzell
- 75382 – Althengstett
- 75385 – Bad Teinach-Zavelstein
- 75385 – Dachshof
- 75385 – Glasmuehle
- 75385 – Lautenbachhof
- 75387 – Neubulach
- 75389 – Neuweiler
- 75391 – Gechingen
- 75392 – Deckenpfronn
- 75394 – Oberreichenbach
- 75395 – Ostelsheim
- 75397 – Simmozheim
- 75399 – Nagoldtal
- 75399 – Untere Muehle
- 75399 – Unterreichenbach
- 75417 – Muehlacker
- 75428 – Illingen
- 75433 – Maulbronn
- 75438 – Knittlingen
- 75443 – Ötisheim
- 75446 – Wiernsheim
- 75447 – Sternenfels
- 75449 – Wurmberg

### 76000-76999
- 76131 – Karlsruhe
  - 76133 – Karlsruhe
  - 76135 – Karlsruhe
  - 76137 – Karlsruhe
  - 76139 – Karlsruhe
  - 76149 – Karlsruhe
  - 76185 – Karlsruhe
  - 76187 – Karlsruhe
  - 76189 – Karlsruhe
  - 76199 – Karlsruhe
  - 76227 – Karlsruhe
  - 76228 – Karlsruhe
  - 76229 – Karlsruhe
- 76275 – Ettlingen
- 76287 – Rheinstetten
- 76297 – Stutensee
- 76307 – Karlsbad
- 76316 – Malsch
- 76327 – Pfinztal
- 76332 – Bad Herrenalb
- 76332 – Plotzsaegemuehle
- 76337 – Waldbronn
- 76344 – Eggenstein-Leopoldshafen
- 76351 – Linkenheim-Hochstetten
- 76356 – Weingarten
- 76356 – Werrabronn
- 76359 – Fischweier
- 76359 – Marxzell
- 76359 – Schoellbronner Muehle
- 76437 – Rastatt
- 76448 – Durmersheim
- 76456 – Kuppenheim
- 76461 – Muggensturm
- 76467 – Bietigheim
- 76470 – Ötigheim
- 76473 – Iffezheim
- 76474 – Au
- 76476 – Bischweier
- 76477 – Elchesheim-Illingen
- 76479 – Steinmauern
- 76530 – Baden-Baden
  - 76532 – Baden-Baden
  - 76534 – Baden-Baden
- 76547 – Sinzheim
- 76549 – Huegelsheim
- 76571 – Gaggenau
- 76593 – Gernsbach
- 76596 – Forbach
- 76597 – Loffenau
- 76599 – Weisenbach
- 76646 – Bruchsal
- 76661 – Philippsburg
- 76669 – Bad Schoenborn
- 76676 – Graben-Neudorf
- 76684 – Östringen
- 76689 – Karlsdorf-Neuthard
- 76694 – Fasanenhof
- 76694 – Forst
- 76698 – Ubstadt-Weiher
- 76703 – Kraichtal
- 76706 – Dettenheim
- 76707 – Hambruecken
- 76709 – Kronau
- 76726 – Altbrand
- 76726 – Germersheim
- 76726 – Vorwerk Friedrich
- 76744 – Hoellenmuehle
- 76744 – Vollmersweiler
- 76744 – Woerth
- 76751 – Jockgrim
- 76756 – Bellheim
- 76761 – Ruelzheim
- 76764 – Rheinzabern
- 76767 – Hagenbach
- 76767 – Neufeldhof
- 76768 – Berg
- 76770 – Hatzenbuehl
- 76771 – Hoerdt
- 76773 – Kuhardt
- 76774 – Leimersheim
- 76776 – Neuburg
- 76777 – Neupotz
- 76779 – Salmbacher Passage
- 76779 – Scheibenhardt
- 76829 – Landau
- 76829 – Leinsweiler
- 76829 – Modenbacherhof
- 76829 – Ranschbach
- 76831 – Billigheim-Ingenheim
- 76831 – Birkweiler
- 76831 – Eschbach
- 76831 – Goecklingen
- 76831 – Heuchelheim-Klingen
- 76831 – Ilbesheim
- 76831 – Impflingen
- 76831 – Ziegelhuette
- 76833 – Boechingen
- 76833 – Frankweiler
- 76833 – Knoeringen
- 76833 – Siebeldingen
- 76833 – Walsheim
- 76835 – Burrweiler
- 76835 – Flemlingen
- 76835 – Gleisweiler
- 76835 – Hainfeld
- 76835 – Rhodt
- 76835 – Roschbach
- 76835 – Weyher
- 76835 – Wolfseck, Forsthaus
- 76846 – Hauenstein
- 76848 – Darstein
- 76848 – Dimbach
- 76848 – Lug
- 76848 – Schwanheim
- 76848 – Spirkelbach
- 76848 – Wilgartswiesen
- 76855 – Annweiler
- 76855 – Kaisermuehle
- 76855 – Knochenmuehle
- 76857 – Albersweiler
- 76857 – Dernbach
- 76857 – Eusserthal
- 76857 – Gossersweiler-Stein
- 76857 – Hoecker, Haus
- 76857 – Muenchweiler
- 76857 – Neumuehle
- 76857 – Ramberg
- 76857 – Rinnthal
- 76857 – Silz
- 76857 – Taubensuhl
- 76857 – Voelkersweiler
- 76857 – Waldeck
- 76857 – Waldhambach
- 76857 – Waldrohrbach
- 76857 – Wernersberg
- 76863 – Herxheim
- 76863 – Herxheimweyher
- 76865 – Insheim
- 76865 – Rohrbach
- 76870 – Kandel
- 76872 – Bruchsiedlung
- 76872 – Erlenbach
- 76872 – Freckenfeld
- 76872 – Hergersweiler
- 76872 – Minfeld
- 76872 – Steinweiler
- 76872 – Winden
- 76877 – Fuchsmuehle
- 76877 – Offenbach
- 76879 – Bornheim
- 76879 – Dreihof
- 76879 – Essingen
- 76879 – Hochstadt
- 76879 – Knittelsheim
- 76879 – Ottersheim
- 76887 – Bad Bergzabern
- 76887 – Boellenborn
- 76887 – Gehlmuehle
- 76887 – Oberhausen
- 76887 – Sandbuehlerhof
- 76889 – Am Springberg
- 76889 – Barbelroth
- 76889 – Birkenhoerdt
- 76889 – Dierbach
- 76889 – Doerrenbach
- 76889 – Gleiszellen-Gleishorbach
- 76889 – Haftelhof
- 76889 – Kapellen-Drusweiler
- 76889 – Kapsweyer
- 76889 – Kleinsteinfeld
- 76889 – Klingenmuenster
- 76889 – Niederhorbach
- 76889 – Niederotterbach
- 76889 – Oberotterbach
- 76889 – Oberschlettenbach
- 76889 – Pleisweiler-Oberhofen
- 76889 – Schweigen-Rechtenbach
- 76889 – Schweighofen
- 76889 – Steinfeld
- 76889 – Vorderweidenthal
- 76889 – Waldhof
- 76891 – Bobenthal
- 76891 – Bruchweiler-Baerenbach
- 76891 – Bundenthal
- 76891 – Busenberg
- 76891 – Erlenbach
- 76891 – Falkenmuehle
- 76891 – Niederschlettenbach
- 76891 – Nothweiler
- 76891 – Rumbach

### 77000-77999
- 77652 – Offenburg
  - 77654 – Offenburg
  - 77656 – Offenburg
- 77694 – Kehl
- 77704 – Oberkirch
- 77709 – Oberwolfach
- 77709 – Wolfach
- 77716 – Fischerbach
- 77716 – Haslach
- 77716 – Hofstetten
- 77723 – Gengenbach
- 77728 – Oppenau
- 77731 – Willstaett
- 77736 – Zell
- 77740 – Bad Peterstal-Griesbach
- 77743 – Neuried
- 77746 – Schutterwald
- 77749 – Hohberg
- 77756 – Hausach
- 77761 – Schiltach
- 77767 – Appenweier
- 77770 – Durbach
- 77773 – Schenkenzell
- 77776 – Bad Rippoldsau-Schapbach
- 77781 – Biberach
- 77784 – Oberharmersbach
- 77787 – Nordrach
- 77790 – Steinach
- 77791 – Berghaupten
- 77793 – Gutach
- 77794 – Lautenbach
- 77796 – Muehlenbach
- 77797 – Ohlsbach
- 77799 – Ortenberg
- 77815 – Buehl
- 77830 – Buehlertal
- 77833 – Ottersweier
- 77836 – Rheinmuenster
- 77839 – Lichtenau
- 77855 – Achern
- 77866 – Rheinau
- 77871 – Renchen
- 77876 – Kappelrodeck
- 77880 – Sasbach
- 77883 – Ottenhoefen
- 77886 – Lauf
- 77887 – Sasbachwalden
- 77889 – Seebach
- 77933 – Lahr
- 77948 – Friesenheim
- 77955 – Ettenheim
- 77960 – Seelbach
- 77963 – Schwanau
- 77966 – Kappel-Grafenhausen
- 77971 – Kippenheim
- 77972 – Mahlberg
- 77974 – Meissenheim
- 77975 – Ringsheim
- 77977 – Rust
- 77978 – Schuttertal

### 78000-78999
- 78048 – Villingen-Schwenningen
  - 78050 – Villingen-Schwenningen
  - 78052 – Villingen-Schwenningen
  - 78054 – Villingen-Schwenningen
  - 78056 – Villingen-Schwenningen
- 78073 – Bad Duerrheim
- 78078 – Niedereschach
- 78083 – Dauchingen
- 78083 – Ebersteinerhof
- 78086 – Brigachtal
- 78087 – Moenchweiler
- 78089 – Unterkirnach
- 78098 – Triberg
- 78112 – St. Georgen
- 78112 – Schoren
- 78120 – Furtwangen
- 78126 – Koenigsfeld
- 78132 – Hornberg
- 78136 – Schonach
- 78141 – Schoenwald
- 78144 – Tennenbronn
- 78147 – Voehrenbach
- 78148 – Guetenbach
- 78166 – Donaueschingen
- 78176 – Blumberg
- 78183 – Huefingen
- 78187 – Geisingen
- 78194 – Immendingen
- 78199 – Braeunlingen
- 78224 – Singen
- 78234 – Engen
- 78239 – Rielasingen-Worblingen
- 78244 – Gottmadingen
- 78247 – Hilzingen
- 78250 – Tengen
- 78253 – Eigeltingen
- 78256 – Steisslingen
- 78259 – Muehlhausen-Ehingen
- 78262 – Gailingen
- 78266 – Buesingen
- 78267 – Aach
- 78269 – Volkertshausen
- 78315 – Radolfzell
- 78333 – Stockach
- 78337 – Öhningen
- 78343 – Gaienhofen
- 78345 – Moos
- 78351 – Bodman-Ludwigshafen
- 78354 – Sipplingen
- 78355 – Hohenfels
- 78357 – Muehlingen
- 78359 – Orsingen-Nenzingen
- 78462 – Konstanz
  - 78464 – Konstanz
- 78465 – Insel Mainau
- 78465 – Konstanz
  - 78467 – Konstanz
- 78476 – Allensbach
- 78479 – Reichenau
- 78532 – Tuttlingen
- 78549 – Spaichingen
- 78554 – Aldingen
- 78554 – Erlenmuehle
- 78554 – Michelhoelzle
- 78559 – Gosheim
- 78564 – Reichenbach
- 78564 – Wehingen
- 78567 – Fridingen
- 78567 – Scheuerlehof
- 78570 – Muehlheim
- 78573 – Wurmlingen
- 78576 – Emmingen-Liptingen
- 78579 – Neuhausen
- 78580 – Baerenthal
- 78580 – Hammer
- 78582 – Balgheim
- 78583 – Boettingen
- 78585 – Bubsheim
- 78586 – Deilingen
- 78588 – Denkingen
- 78589 – Duerbheim
- 78591 – Durchhausen
- 78592 – Egesheim
- 78594 – Gunningen
- 78595 – Hausen
- 78597 – Irndorf
- 78598 – Koenigsheim
- 78600 – Kolbingen
- 78601 – Mahlstetten
- 78603 – Renquishausen
- 78604 – Rietheim-Weilheim
- 78606 – Seitingen-Oberflacht
- 78607 – Talheim
- 78609 – Tuningen
- 78628 – Hochhalden
- 78628 – Rottweil
- 78647 – Trossingen
- 78652 – Deisslingen
- 78652 – Unterrotenstein
- 78652 – Wildenstein
- 78655 – Dunningen
- 78658 – Zimmern
- 78661 – Dietingen
- 78662 – Boesingen
- 78664 – Eschbronn
- 78665 – Frittlingen
- 78667 – Hochwald
- 78667 – Villingendorf
- 78669 – Wellendingen
- 78713 – Gifizenmoos
- 78713 – Schramberg
- 78727 – Oberndorf
- 78730 – Lauterbach
- 78730 – Schlosshof
- 78730 – Wolfsbuehl
- 78733 – Aichhalden
- 78733 – Breitreute
- 78733 – Neuhaus
- 78736 – Epfendorf
- 78737 – Fluorn-Winzeln
- 78739 – Hardt

### 79000-79999
- 79098 – Freiburg
  - 79100 – Freiburg
  - 79102 – Freiburg
  - 79104 – Freiburg
  - 79106 – Freiburg
  - 79108 – Freiburg
  - 79110 – Freiburg
  - 79111 – Freiburg
  - 79112 – Freiburg
  - 79114 – Freiburg
  - 79115 – Freiburg
  - 79117 – Freiburg
- 79183 – Waldkirch
- 79189 – Bad Krozingen
- 79194 – Gundelfingen
- 79194 – Heuweiler
- 79199 – Kirchzarten
- 79206 – Breisach
- 79211 – Denzlingen
- 79215 – Biederbach
- 79215 – Elzach
- 79219 – Staufen
- 79224 – Umkirch
- 79227 – Schallstadt
- 79232 – March
- 79235 – Vogtsburg
- 79238 – Ehrenkirchen
- 79241 – Ihringen
- 79244 – Muenstertal
- 79249 – Merzhausen
- 79252 – Stegen
- 79254 – Oberried
- 79256 – Buchenbach
- 79258 – Hartheim
- 79261 – Gutach
- 79263 – Simonswald
- 79268 – Boetzingen
- 79271 – St. Peter
- 79274 – St. Maergen
- 79276 – Reute
- 79279 – Voerstetten
- 79280 – Au
- 79282 – Ballrechten-Dottingen
- 79283 – Bollschweil
- 79285 – Ebringen
- 79286 – Glottertal
- 79288 – Gottenheim
- 79289 – Horben
- 79291 – Merdingen
- 79292 – Pfaffenweiler
- 79294 – Soelden
- 79295 – Sulzburg
- 79297 – Winden
- 79299 – Wittnau
- 79312 – Emmendingen
- 79312 – Landeck
- 79331 – Teningen
- 79336 – Herbolzheim
- 79341 – Kenzingen
- 79346 – Endingen
- 79348 – Freiamt
- 79350 – Sexau
- 79353 – Bahlingen
- 79356 – Eichstetten
- 79359 – Riegel
- 79361 – Sasbach
- 79362 – Forchheim
- 79364 – Malterdingen
- 79365 – Rheinhausen
- 79367 – Weisweil
- 79369 – Wyhl
- 79379 – Muellheim
- 79395 – Neuenburg
- 79400 – Kandern
- 79410 – Badenweiler
- 79415 – Bad Bellingen
- 79418 – Schliengen
- 79423 – Heitersheim
- 79424 – Auggen
- 79426 – Buggingen
- 79427 – Eschbach
- 79429 – Malsburg-Marzell
- 79539 – Loerrach
  - 79540 – Loerrach
  - 79541 – Loerrach
- 79576 – Weil am Rhein
- 79585 – Steinen
- 79588 – Efringen-Kirchen
- 79589 – Binzen
- 79591 – Eimeldingen
- 79592 – Fischingen
- 79594 – Inzlingen
- 79595 – Ruemmingen
- 79597 – Schallbach
- 79599 – Wittlingen
- 79618 – Rheinfelden
- 79639 – Grenzach-Wyhlen
- 79650 – Schopfheim
- 79664 – Wehr
- 79669 – Zell
- 79674 – Todtnau
- 79677 – Aitern
- 79677 – Boellen
- 79677 – Froehnd
- 79677 – Schoenau
- 79677 – Schoenenberg
- 79677 – Tunau
- 79677 – Wembach
- 79682 – Todtmoos
- 79683 – Buerchau
- 79685 – Haeg-Ehrsberg
- 79686 – Hasel
- 79688 – Hausen
- 79689 – Maulburg
- 79691 – Neuenweg
- 79692 – Elbenschwand
- 79692 – Raich
- 79692 – Sallneck
- 79692 – Tegernau
- 79694 – Utzenfeld
- 79695 – Wieden
- 79697 – Wies
- 79699 – Wieslet
- 79713 – Bad Saeckingen
- 79725 – Laufenburg
- 79730 – Murg
- 79733 – Goerwihl
- 79736 – Rickenbach
- 79737 – Herrischried
- 79739 – Schwoerstadt
- 79761 – Waldshut-Tiengen
- 79771 – Klettgau
- 79774 – Albbruck
- 79777 – šhlingen-Birkendorf
- 79780 – Stuehlingen
- 79787 – Lauchringen
- 79790 – Kuessaberg
- 79793 – Wutoeschingen
- 79798 – Jestetten
- 79801 – Hohentengen
- 79802 – Dettighofen
- 79804 – Dogern
- 79805 – Eggingen
- 79807 – Lottstetten
- 79809 – Weilheim
- 79822 – Titisee-Neustadt
- 79837 – Haeusern
- 79837 – Ibach
- 79837 – Oberkutterau
- 79837 – St. Blasien
- 79843 – Loeffingen
- 79848 – Bonndorf
- 79853 – Lenzkirch
- 79856 – Hinterzarten
- 79859 – Schluchsee
- 79862 – Hoechenschwand
- 79865 – Grafenhausen
- 79868 – Feldberg
- 79871 – Eisenbach
- 79872 – Bernau
- 79874 – Breitnau
- 79875 – Dachsberg
- 79875 – Luchle
- 79877 – Friedenweiler
- 79879 – Wutach

### 88000-88999
- 88001-88048 – Friedrichshafen
- 88074 – Meckenbeuren
- 88069 – Tettnang
- 88099 – Neukirch
- 88131 – Lindau
- 88181–88214 – Ravensburg
- 88239 – Wangen im Allgäu
- 88250 – Weingarten
- 88263 – Horgenzell
- 88268 – Wilhelmsdorf
- 88381-88400 – Biberach
- 88486 – Kirchberg an der Iller
- 88669 – Markdorf

## Bayern

### 63000-63999
- 63701-63743 – Aschaffenburg
- 63916 – Amorbach

### 80000-80999
- 80xxx – München

### 81000-81999
- 81000 – 81373 – München
- 81663 – EADS

### 82000-82999
- 82256 – Fürstenfeldbruck
- 82442 – Saulgrub
- 82467 – Garmisch-Partenkirchen
- 82515 – Wolfratshausen

### 84000-84999
- 84001-84036 – Landshut
  - 84001 – Landshut
  - 84026 – Landshut (centre)
  - 84036 – Landshut

### 85000-85999
- 85049 – Ingolstadt
- 85077 – Manching
- 85221 – Dachau
- 85256 – Vierkirchen
- 85354 – Freising
- 85356 – Freising
- 85653 – Aying

### 86000-86999
- 86000-86199 – Augsburg
  - 86000 – Augsburg
  - 86150 – Augsburg (centre)
  - 86199 – Augsburg
- 86316 – Friedberg
- 86478 – Garching
- 86899 – Landsberg Am Lech

### 87000-87999
- 87448 – Waltenhofen
- 87567 – Riezlern (Austria)
- 87568 – Hirschegg (Austria)
- 87569 – Mittelberg (Austria)
- 87491 – Jungholz (Austria)

### 89000-89999
- 89420 – Höchstädt an der Donau

### 90000-90999
- 903xx, 904xx – Nürnberg
- 905xx – Nürnberg, sydøstlige forstæder

### 91000-91999
- 91001-91058 – Erlangen
  - 91001 – Erlangen
  - 91052 – Erlangen (centrum)
  - 91058 – Erlangen
- 91077 – Neunkirchen am Brand
- 91126 – Schwabach
- 91154 – Roth
- 91174 / 91161 – Hilpoltstein
- 91183 – Abenberg
- 91189 – Rohr
- 91275 – Auerbach in der Oberpfalz
- 91522 – Ansbach

### 92000-92999
- 92224 – Amberg
- 92242 – Hirschau
- 92281 – Königstein (Oberpfalz)
- 92331 – Parsberg
- 92342 – Freystadt
- 92366 – Hohenfels
- 92421 – Schwandorf
- 92442 – Wackersdorf
- 92436 – Bruck in der Oberpfalz
- 92627 – Weiden in der Oberpfalz
- 92665 – Altenstadt an der Waldnaab

### 93000-93999
- 93001-93059 – Regensburg
  - 93001 – Regensburg
  - 93047 – Regensburg (centrum)
  - 93055 – Regensburg
- 93164 – Brunn

### 94000-94999
- 94034 – Passau
- 94569 – Stephanspoching

### 95000-95999
- 95401-95448 – Bayreuth
  - 95401 – Bayreuth
  - 95444 – Bayreuth (center)
  - 95448 – Bayreuth
- 95632 – Wunsiedel

### 97000-97999
97421-97424 Schweinfurt